# World Series of Poker (videogioco)
World Series of Poker è un videogioco basato sul popolare evento di poker sportivo World Series of Poker. Il videogioco ha avuto due sequel: World Series of Poker: Tournament of Champions e World Series of Poker 2008: Battle for the Bracelets. È stato prodotto per GameCube, PlayStation 2, Xbox, PlayStation Portable e PC.
Le specialità incluse nel videogioco sono Omaha, Omaha hi-Low Split, 7 card stud, Seven Card Stud Hi-Low Split, Razz e Texas hold 'em.